# Protibyrokratická revoluce
Jako protibyrokratická revoluce (srbsky антибирократска револуција, antibirokratska revolucija) se označuje politická kampaň v druhé polovině 80. let, jejímž cílem byla kompletní personální výměna vedení republikových a oblastních organizací svazu komunistů Jugoslávie v jednotlivých republikách a autonomních oblastech Jugoslávie. Dle tehdejších zastánců se jednalo o likvidaci staré generace politiků, která zapříčinila vleklou ekonomickou krizi, či se zapletla do celé řady afér (např. Neum a Agrokomerc) a obrodu Srbska, dle kritiků o koncentraci moci v rukou buď Slobodana Miloševiće, či svazu komunistů Srbska.

## Pozadí
Kampaň, která měla uskutečnit personální změny ve vedení jednotlivých republik socialistické Jugoslávie byla iniciována v atmosféře ekonomické krize, početných stávek a obecné nespokojenosti ze strany veřejnosti. Právě tuto nespokojenost se podařilo Slobodanu Miloševićovi využít. 
Hlavním spojencem Slobodana Miloševiće se ukázali zprvu kosovští Srbové, kteří velmi dobře – zastiženi nepříliš šťastnou situací ve své autonomní oblasti – slyšeli na hesla o nejednotě, potřebě ústavních změn, stejně jako odstranění byrokratismu. Byrokratismus byl označen za hlavního viníka krize v Jugoslávii; jeho konkrétní podobou byli všemocní politikové, kteří (dle kritizujících deníků) – žili v poměrech, jež byly v rozporu s ideály samosprávného socialismu a kteří velmi rychle jak mezi lidem tak i ve straně získali aureolu „nedotknutelných“. Tyto názory, které doplňoval ještě slovník oficiální komunistické propagandy titovské éry, se objevovaly na stránkách srbských novin a čas od času pronikaly i do dalších regionů Jugoslávie, jako například do Bosny a Hercegoviny.

## Průběh revoluce

### Kosovo
Zprvu tedy došlo k výměně vedení SAO Kosovo, kde již dlouhou řadu let trvala neutěšitelná ekonomická situace a zhoršovaly se i mezietnické vztahy mezi Srby a Albánci. Srbové a Černohorci byli dle tvrzení oficiální politické linie vyháněni ze svých domů a plnili vlaky směřující do centrálního Srbska, či Černé Hory. 

### Vojvodina
Poté bylo k rezignaci donuceno i předsednictvo SAO Vojvodina. Milošević vystoupil na řadě mítinků, které se konaly na velkém prostranství před obchodním centrem SPENS v Novém Sadě. Nespokojenost lidí nasměroval na vedení vojvodinských komunistů. Rozzuřený dav se poté přesunul na náměstí před radnici, kde nakonec donutil vojvodinské vedení k rezignaci. Jednalo se asi o sto tisíc lidí. K Miloševićově kurzu nebyla část vojvodinského vedení rozhodně naladěna; místní opozici proti němu představovali Boško Krunić, Đorđe Stojišić a Milovan Šogorov.
Značný podíl na této akci měli opět kosovští Srbové, kteří byli znepokojeni vývojem ve své autonomní oblasti. Slobodan Milošević se však v tu chvíli ukázal jako mnohem populárnější politik, než ti, kteří byli ve vedení SAP Vojvodina. Přestože se pokoušeli představitelé autonomní oblasti situaci vyřešit policejními uzávěrami a prohlášeními, že se jedná o protisocialistické a nacionalistické akce, neuspěli. Během tzv. jogurtové revoluce (neboť na okna budovy radnice v Novém Sadu házeli protestující různé jídlo, včetně jogurtů) nakonec po celodenním protestu donutilo přes sto tisíc lidí vojvodinské komunistické vedení aby spáchalo svoji politickou sebevraždu a odstoupilo.
Na celosvazové úrovni vyvolal postup Miloševićových stoupenců nejednotu. Slovinci podporovali výzvu vojvodinských komunistů, aby se špičky SKJ postavily za své kolegy v Novém Sadu, to však odmítli představitelé srbští, stojící za Miloševićem. Chorvaté a představitelé Bosny a Hercegoviny se obávali rozšíření se protestů do dalších měst v zemi, včetně těch, která se nacházejí na jejich území. Miloševićovi příznivici odmítali, že se jedná o nacionalisticky laděné akce, neboť účastníky nebyli pouze Srbové, ale také Černohorci a Novém Sadu se demonstrací účastnili i příslušníci dalších národností.  Kritika Miloševićova přístupu nebyla příliš otevřená, avšak například v Bosně a Hercegovině, či Chorvatsku nebyla ojedinělá. Mnozí komunističtí politici z těchto svazových republik například upozorňovali, že „Tito učil, že se o směřování státu nerozhoduje na náměstích“.
Kosovští Albánci byli postupem Miloševiće znepokojeni. Obava z budoucího omezení autonomního statutu této oblasti (ke kterému nakonec došlo) vedlo nakonec k hromadným stávkám. Na jaře 1989 se situace vyhrotila nejvíce ve městě Stari Trg, kde horníci odmítli vyfárat z dolů. Horníci požadovali propuštění vězňů, odstranění všech reforem, které provedl Svaz komunistů Srbska a výměnu politického vedení oblasti. Do Kosova přicestovali jak Milošević, tak i Stipe Šuvar, tehdejší předseda předsednictva SKJ. Obavy zabarikádovaných horníků však nedokázali rozptýlit.
Na konci února se konalo ohromné shromáždění podporující právě Miloševiće (oficiálně Program SKJ o Kosovu) v Bělehradě. Několik set tisíc lidí nadšených z vystoupení Slobodana Miloševiće nakonec donutilo svazové předsednictvo rozhodnout o výjimečném stavu v Kosovu.
27. března byly přijaty srbskou Skupštinou ústavní dodatky, které omezily pravomoci obou autonomních oblastí, Kosova a Vojvodiny. Srbské politické vedení slavnostně ohlásilo, že je Srbsko konečně suverénním na celém svém území.
V červnu 1989 na Vidovdan promluvil Milošević k tisícům lidí, kteří se shromáždili na Gazimestanu při příležitosti 600. výročí od Bitvy na Kosově poli. Shromáždění, během kterého měl Milošević dlouhý proslov, ve němž se k Srbům obrátil se slovy „nikdo nemá právo bít tento národ“, bývá občas považován za vyvrcholení centralistické kampaně a také za klíčový moment obrody srbského nacionalismu. 
Davy stoupenců Slobodana Miloševiće mezitím v Bělehradě protestovali proti Azemovi Vllasimu, kosovskoalbánskému komunistovi – „Titovu mládežníkovi“ (jak některá tehdejší média ráda informovala) – a žádali rychlé řešení krize. Po několika dnech byl Vllasi zatčen a v Kosovu vyhlášen výjimečný stav. Proti těmto praktikám se ostře postavilo Slovinsko, v čele s Milanem Kučanem. Byli to právě slovinští komunisté, kteří podpořili stávkující ve Starém Trgu.

### Černá Hora
K podobné události došlo v polovině ledna 1989 i v Podgorici, tehdy nazývané ještě Titograd. Již od Jogurtové revoluce v Novém Sadu se konaly po hlavním městě Černé Hory a v dalších místech republiky protesty dělníků. Dělníci zprvu požadovali zvýšení platů, které byly zmrazeny rozhodnutím Svazové výkonné rady, přestože v zemi probíhala poměrně rychle rostoucí inflace. Jejich nespokojenost přiživovalo srbské vedení po celé léto roku 1988. Na konci srpna 1988 se uskutečnilo setkání s podtitulem Pravda o Kosovu, které odstartovalo početné stávky. Ty měly být sice odrazem nespokojenosti dělníků velkých továren v republice, pro své politické cíle je ale využilo srbské politické vedení.
7. října 1988 protestovalo před budovou Předsednictva Černé Hory 25 000 lidí. Největší demonstrace byla načasována na jeden den po událostech Jogurtové revoluce v Novém Sadu. Ve snaze snížit počet účastníků protestů uzavřely jednotky milicionářů silnici z Nikšiće do Podgorici (tehdejšího Titogradu), což sice vedlo k tomu, že dělníci z druhého největšího města republiky nedorazili na protesty, srbské politické vedení tyto kroky nicméně odsoudilo.
Protože politické vedení republiky se obávalo, že by mohlo dojít k nárůstům protestů, vyhlásilo po celonočním jednání a konzultacích s předsednictvem SFRJ v Bělehradě krátký výjimečný stav a několik zbývajících demonstrujících, kteří zůstali přes noc, odklidili milicionáři. Následujícího dne použila černohorská policie slzný plyn proti demonstrantům, kteří cestovali z Nikšiće do Podgorici pokračovat v protestech. 
V černohorském parlamentu (skupštině) se uskutečnilo následně několik hlasování o důvěře republikové výkonné radě (vládě), která pro vládu dopadla pozitivně. Několik ministrů následně nicméně i přesto rezignovalo.
Neklid se sice podařilo urovnat, nicméně jen krátkodobě. Zatímco zbytek Jugoslávie procházel těžkým hospodářským obdobím, které se snažila centrální vláda řešit úspornými opatřeními, Černá Hora byla kvůli své dlouhodobé nerozvinutosti postižena nejvíce. Ekonomická stabilita hlavních průmyslových podniků, které zaměstnávaly většinu lidí v republice, byla v sázce. Na začátku roku 1989 se protesty rozhořely znovu, tentokrát ještě s větší intenzitou. Slobodan Milošević oznámil ze Srbska demonstrantům svojí podporu. V noci z 10. na 11. ledna 1989 se k protestu dělníkům připojili studenti a dav na hlavním náměstí v Podgorici dosáhl počtu sta tisíc lidí, což byla zhruba jedna šestina obyvatel Černé Hory. Zbytek republiky byl v podstatě paralyzován; ačkoliv nebyla vyhlášena generální stávka, situace k ní neměla příliš daleko. Druhého dne rezignovali členové Předsednictva Černé Hory a představitelé komunistické strany v některých větších černohorských městech.

### Slovinsko a Chorvatsko
Olej do ohně poté přilila nezdařená demonstrace v Lublani na 1. prosince 1989. Tehdy došlo k velmi dramatickému zhoršení vztahů mezi Slovinskem a Srbskem a vyústilo až v organizovaný bojkot ze srbské strany.
Pro Slovinsko a Chorvatsko se celý proces stal dalším z důvodů prosazování konfederativního modelu fungování svazku. Když tento model byl na 14. kongresu SKJ odmítnut, dostala se otázka reálného rozpadu státu na pořad dne.